# Godfrey Collins
Godfrey Pattison Collins CMG, KBE (ur. 26 czerwca 1875, zm. 13 października 1936), brytyjski polityk, członek Partii Liberalnej, a następnie Narodowej Partii Liberalnej, minister w rządach Ramsaya MacDonalda i Stanleya Baldwina.

## Życiorys
W 1888 r. rozpoczął służbę w Royal Navy. W 1910 r. został wybrany do Izby Gmin z ramienia Partii Liberalnej z okręgu Greenock. Okręg ten reprezentował aż do swojej śmierci, od 1931 r. jako reprezentant Narodowych Liberałów.
Walczył podczas I wojny światowej. Służył w Egipcie, brał udział w bitwie o Gallipoli oraz w kampanii w Mezopotamii w latach 1915–1917. We wrześniu 1916 r. otrzymał stopień podpułkownika. W 1917 r. został kawalerem Orderu św. Michała i św. Jerzego. W 1919 r. otrzymał Order Imperium Brytyjskiego.
Już w 1910 r. został parlamentarnym prywatnym sekretarzem ministra wojny Johna Seelyego. Od 1915 r. sprawował analogiczne stanowisko przy głównym whipie liberałów, J.W. Gullandzie. W latach 1919–1920 był młodszym lordem skarbu. W latach 1924–1926 był głównym whipem Partii Liberalnej. Od 1932 r. aż do śmierci pełnił funkcję ministra ds. Szkocji.